# قباذ كمران
قباذ كمران، المعروف أيضًا باسم قباذ الأول،[بحاجة لمصدر] هي شخصية في الملحمة الفارسية مغامرات الأمير حمزة (حمزة نامه). كان ملكًا لبلاد فارس وهو موضوع الفصول الأولى من الملحمة. وقد وُصِف بأنه كان رجل خير وعدل، بحيث كانت مملكته مزدهرة وثرية دون أي نوع من أنواع عدم المساواة، وكان بلاطه مثالًا للتعلم والحكمة. وكان يسعى دائمًا إلى تسهيل أمور مواطنيه، وكان رعيته سعداء به ويثنون عليه.
كما كان لدى قباذ كامران أربعون وزيرًا في بلاطه، ومن بينهم القاش وزيره الأعظم. وكان لديه أيضًا 700 عالم و700 منجم في بلاطه، الذين أخبروه عن الحكمة والظروف المستقبلية.